# パブやっちゃいなよ!
パブやっちゃいなよ!は、テレビ神奈川（tvk）で放送されていたテレビ番組である。
放送日時は毎週金曜日の24:00 - 24:10（JST）。放送期間は2007年4月6日 - 9月28日。全26回。

## 概要
前半に木本と鈴木が会話しているところにオーナーである木下が入り込み茶々を入れるパターンが多い。
木下は二人に一発ギャグを披露する事を求めることが多い。
後半に様々なアイテムを紹介する（提供は「PR TIME」によるもの）。

## 出演者
- 木本武宏（TKO） - パブのマスター
- 木下隆行（TKO） - パブのオーナー
- 鈴木千登世 - パブの看板娘